# Norrmalm (okręg administracyjny)
Norrmalm – okręg administracyjny (stadsdelsområde) w ramach gminy Sztokholm, położony w jej centralnej części (Innerstaden).
Według danych opublikowanych przez gminę Sztokholm, 31 grudnia 2014 r. stadsdelsområde Norrmalm liczył 69 592 mieszkańców, obejmując następujące dzielnice (stadsdel):
- Norrmalm
- Skeppsholmen
- Vasastaden

oraz Roslagstull, część dzielnicy (stadsdel) Östermalm.
Powierzchnia wynosi łącznie 5,67 km², z czego wody stanowią 0,75 km².